# Agence nationale pour la formation professionnelle des adultes
Pour les articles homonymes, voir AFPA.
 (juillet 2025).
L’Agence nationale pour la formation professionnelle des adultes (Afpa) est un organisme français de formation professionnelle, au service des régions, de l'État, des branches professionnelles et des entreprises. Membre du service public de l'emploi, l'Afpa, constituée en association avant de devenir en 2017 un établissement public à caractère industriel et commercial (EPIC), propose des formations professionnelles qualifiantes, sanctionnées par un titre professionnel du ministère du Travail.

## Historique
C'est le 9 novembre 1946 qu'Ambroise Croizat par décret fédère sous tutelle du ministère du Travail, les centres de formation professionnelle, préfigurant ainsi ce que deviendra plus tard l'Afpa.
L'Afpa a été créée le 11 janvier 1949 sous l’appellation Association nationale interprofessionnelle pour la formation rationnelle de la main-d’œuvre (ANIFRMO). Son rôle consistait alors à former rapidement les adultes pour les amener à un premier niveau de qualification dans le bâtiment et la métallurgie. En 1966 l’organisme change de nom pour devenir l'Afpa.
Depuis 2009, l'Afpa a dû faire face à une série de chocs : le transfert non préparé de la commande publique de formation aux Régions et le changement des modalités d’achat ; une mise en concurrence sur tous ses marchés et le changement du mode de prescription avec le départ des psychologues du travail à Pôle emploi. Face à ces évolutions de l’organisation de la formation en France, l'Afpa est confrontée à une crise financière qui la contraint à changer son modèle économique et son organisation à partir de 2012,,.
En 2014, l'Afpa est auditée par la Cour des comptes qui produit un rapport recommandant une réforme rapide de l'association. Elle est transformée en Établissement public à caractère industriel et commercial à compter du 1er janvier 2017. Cette transformation a pour conséquence de modifier « association » par « agence ».
En octobre 2018, la direction de l'Afpa présente un projet de restructuration qui aura pour finalité la fermeture de 38 sites, la suppression de 1541 emplois, la modification de postes et la création de 600 postes approximativement. Cette restructuration s'accompagnera d'un Plan de sauvegarde de l'emploi (PSE) et vise la situation financière de l'AFPA déjà dégradée.
En juin 2019 la direction de l'Afpa revoit à la baisse le nombre de postes supprimés en baissant de 1 541 à 1 423 emplois. Le nombre de postes créés augmente (de 603 à 629) et le nombre de fermetures de sites baisse de 38 à 34.

## Gouvernance et administration
La gouvernance de l'Afpa rassemble des représentants de l’État, des régions, des employeurs, et des salariés.

## Liste des directeurs généraux successifs
| Début            | Fin              | Identité         | Qualité                                               |
| ---------------- | ---------------- | ---------------- | ----------------------------------------------------- |
| 1966             | 1970             | Robert Bailet    | Inspecteur général du travail                         |
| 1971             | 1973             | Gabriel Oheix    | Directeur général du travail                          |
| 1973             | 1977             | Maurice Villaret | Inspecteur général du travail et de la main d’œuvre   |
| 1977             | 1979             | Jean Chazal      | Secrétaire général de l’ANPE                          |
| 1979             | 1985             | Guy Métais       | Directeur RH Alcatel-CIT                              |
| 1985             | 1992             | Guy Matteudi     | Inspecteur général honoraire de l’Éducation nationale |
| 1992             | 1994             | Michel Praderie  | Secrétaire général de Renault                         |
| 1994             | 1998             | Didier Guibert   | Directeur RH Schneider                                |
| 1998             | 2003             | Gilbert Hyvernat | Directeur général délégué de l’ANPE                   |
| 2003             | 2008             | Pierre Boissier  | Chef de l’Inspection générale des affaires sociales   |
| Fin 2008         | Janvier 2009     | Vincent Destival | Directeur général par intérim                         |
| 14 janvier 2009  | 4 juillet 2012   | Philippe Caïla   | Directeur général de l’Afpa                           |
| 1er janvier 2013 | 1er août 2016    | Hervé Estampes   | Directeur général de l'Afpa                           |
| 1er août 2016    | 31 décembre 2016 | Christophe Donon | Directeur général par intérim                         |
| 1er janvier 2017 |                  | Pascale d'Artois | Directrice générale de l’Afpa                         |